# Batalla de Gadebusch
La batalla de Gadebusch va ser la darrera gran victòria sueca de la Gran Guerra del Nord. Els suecs actuaren per prevenir la pèrdua de la ciutat de Stralsund davant les tropes de Dinamarca i Saxònia.

## Preludi
Durant el 1712, tots els dominis al sud del Mar Bàltic, havien estat conquerits per danesos, saxons i russos. Al Bàltic l'almirall danès Gyldenløve patrullà amb la seva esquadra per tallar les línies de suport sueques amb el continent. Per Suècia era vital no perdre el control de Stralsund, en tant que porta d'entrada a Polònia.
Quan l'exèrcit danès es desplaçà a la regió d'Hamburg, un nombrós exèrcit, combinat rus i saxó, es trobava al sud de Stralsund. Stenbock no podia plantejar un atac frontal, però creia que fent una maniobra de flanqueig cap a Mecklenburg, a l'est, podria encerclar-los o dispersar-los. Aquest moviment també impediria la unió de les dues forces aliades. L'exèrcit danès de Frederic IV de Dinamarca era dirigit pel general Jobst von Scholten, situat més a prop de l'exèrcit rus-saxó, i el 3 de desembre les forces daneses van arribar a la petita ciutat de Gadebusch, al sud-oest de Wismar. Afortunadament per Stenbock els moviments aliats es van alentir a causa dels desacords entre els comandants aliats. El 8 de desembre, l'exèrcit suec va marxar cap a Gross Brütz a menys de deu quilòmetres a l'est de Gadebusch. Deixant la infanteria russa és massa allunyada per ajudar els danesos, però la cavalleria saxona de Jacob Heinrich von Flemming s'acostà ràpidament.
Aquella nit les forces daneses varen aixecar el campament i es van traslladar a una millor posició al voltant del poble de Wakenstädt, tres quilòmetres al sud de Gadebusch i en l'actualitat incorporat per la vila. Scholten esperà l'atac suec des del sud per evitar els pantans del riu Radegast. A les quatre del matí del 9 de desembre l'exèrcit danès estava preparat en formació defensiva, amb cavalleria a les ales flanquejant la infanteria al centre. A mesura que passaren les hores, la nevada es convertí en pluja. Finalment, la cavalleria saxona de Flemming arribà a Wakenstädt a mig matí.
El reconeixement suec deixà clar que la seva única opció era un assalt frontal. Stenbock va jutjar que tot i que el terreny apte era estret i patia una petita inferioritat numèrica, la superioritat artillera sueca l'hi concedia avantatge, 30 canons enfront dels 13 danesos.

## Batalla
L'atac suec des de l'est començà entorn de les 11.00. L'artilleria sueca obrí foc contra els batallons danesos, que es trobaven molt agrupats, i donà cobertura al desplegament de la cavalleria i la infanteria. A les 13.00 h es va donar l'ordre d'atac. Mentre l'artilleria va seguir disparant, la infanteria van marxar cap als danesos i no va disparar fins a arribar a una distància de dotze passos. Durant aquest temps, l'oponent danès es va mantenir relativament passiu. Un contraatac de la cavalleria danesa va ser trencat per la infanteria, recolzada pel constant foc d'artilleria.
Al nord, la cavalleria sueca va fer un moviment de flanqueig i va sorprendre a la cavalleria danesa a la banda esquerra. La retirada posterior a Wakenstädt causà confusió a les files daneses, que fou aprofitada per la infanteria a l'ala dreta sueca. Mentrestant, forts combats es donen a l'ala esquerra sueca, on es va col·locar l'elit de l'exèrcit danès, la guàrdia reial, recolzada pel gruix de la cavalleria saxona. Però malgrat la superioritat numèrica dels aliats, els atacs de la cavalleria saxona van ser rebutjats. Els dos regiments de la guàrdia danesos es van enfrontar en una melé amb el Dalregementet i el Regiment Hälsingland, la lluita va ser guanyada finalment pels suecs, quan els danesos, es varen adonar que la cavalleria no acudiria (la cavalleria estava compromesa amb la cavalleria sueca durant tota la batalla), mentre que a poc a poc van ser rebutjats per l'atac d'infanteria sueca. Finalment l'ordre de retirada arribà i els regiments de la guàrdia es varen retirar amb ordre, però amb grans pèrdues, els suecs estaven cansats i havien patit també pèrdues considerables a la batalla i no podien emprendre determinats moviments.
La batalla acabà al capvespre: les forces daneses i saxones es van retirar, més o menys, ordenadament a una posició de diversos quilòmetres a l'oest de Gadebusch per reagrupar-se. Tota l'artilleria danesa fou abandonada.

## Conseqüències
Després de la batalla Stenbock fou ascendit a Mariscal de Camp per ordre del rei Carles XII. La batalla va ser guanyada per l'ús eficient de l'artilleria en combinació amb determinats atacs de flanqueig d'infanteria i cavalleria, i li donà a les forces, en dificultats, una mica d'espai per respirar. Estratègicament, però, hi va haver poc impacte, i els aliats amb la seva superioritat numèrica aclaparadora envoltaren i derrotaren les forces de Stenbock, després d'un setge a la fortalesa de Tönning l'any següent.